# Saison 2015 de l'équipe cycliste AG2R La Mondiale
La saison 2015 de l'équipe cycliste AG2R La Mondiale est la vingt-quatrième de cette équipe, lancée en 1992 et dirigée par Vincent Lavenu. En tant que WorldTeam, l'équipe participe à l'ensemble du calendrier de l'UCI World Tour du Tour Down Under en janvier jusqu'au Tour de Lombardie en octobre. Parallèlement au World Tour, AG2R La Mondiale peut participer aux courses des circuits continentaux de cyclisme.

## Préparation de la saison 2015

### Sponsors et financement de l'équipe
L'équipe AG2R La Mondiale est une structure dépendant de la société France Cyclisme dirigée par Vincent Lavenu depuis sa création en 1992. Son budget pour l'année 2015 est de 13 millions d'euros. Le principal sponsor de l'équipe, l'assureur AG2R La Mondiale, présent dans la structure depuis 1999, est engagé jusqu'en fin d'année 2018. En octobre 2015, une étude commandée par le sponsor montre que la visibilité médiatique de l'équipe sur la saison correspond à l'achat de 130 millions d'euros de publicité (dont 83 millions sur le seul Tour de France), à comparer au budget prévisionnel de l'année.
Le fournisseur de cycles est depuis 2013 la marque allemande Focus. Cette entreprise, sous contrat avec AG2R La Mondiale pour trois ans, a succédé dans ce rôle à la marque italienne Kuota. Le partenariat est annoncé en septembre 2012,.

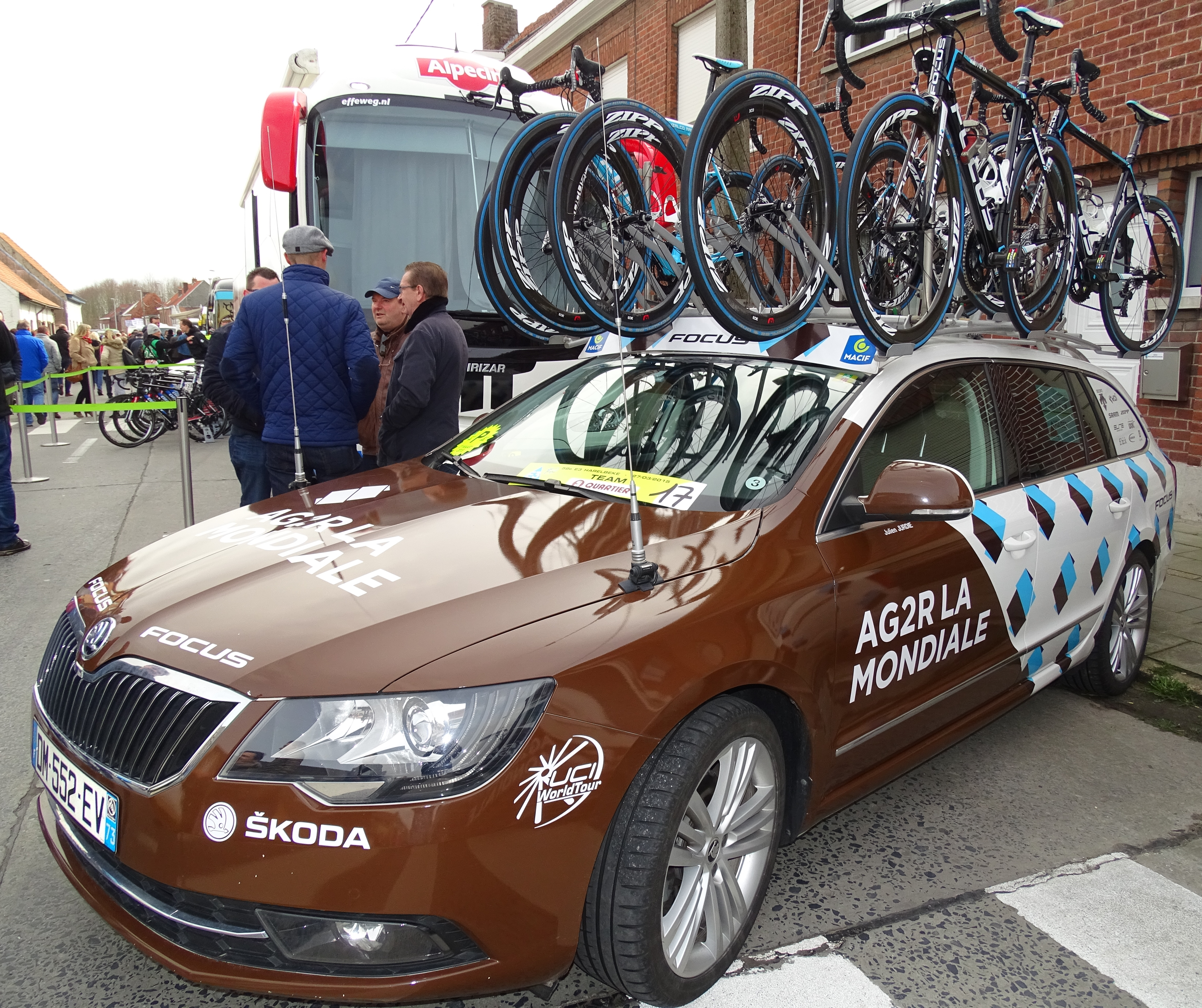
Une voiture de l'équipe lors du Grand Prix E3 2015.
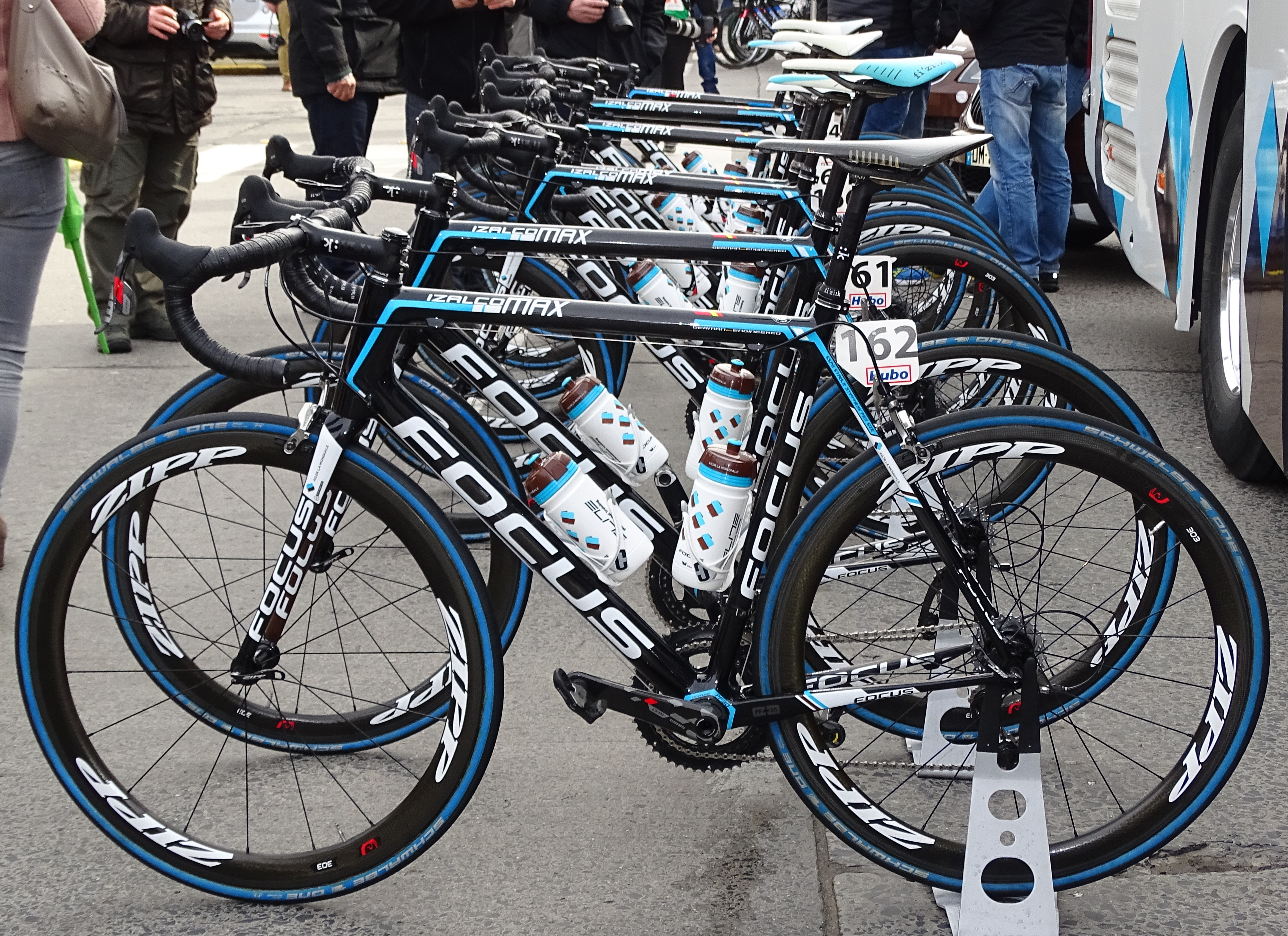
Les vélos Focus Izalco Max utilisés par l'équipe, photographiés lors du Grand Prix E3 2015.
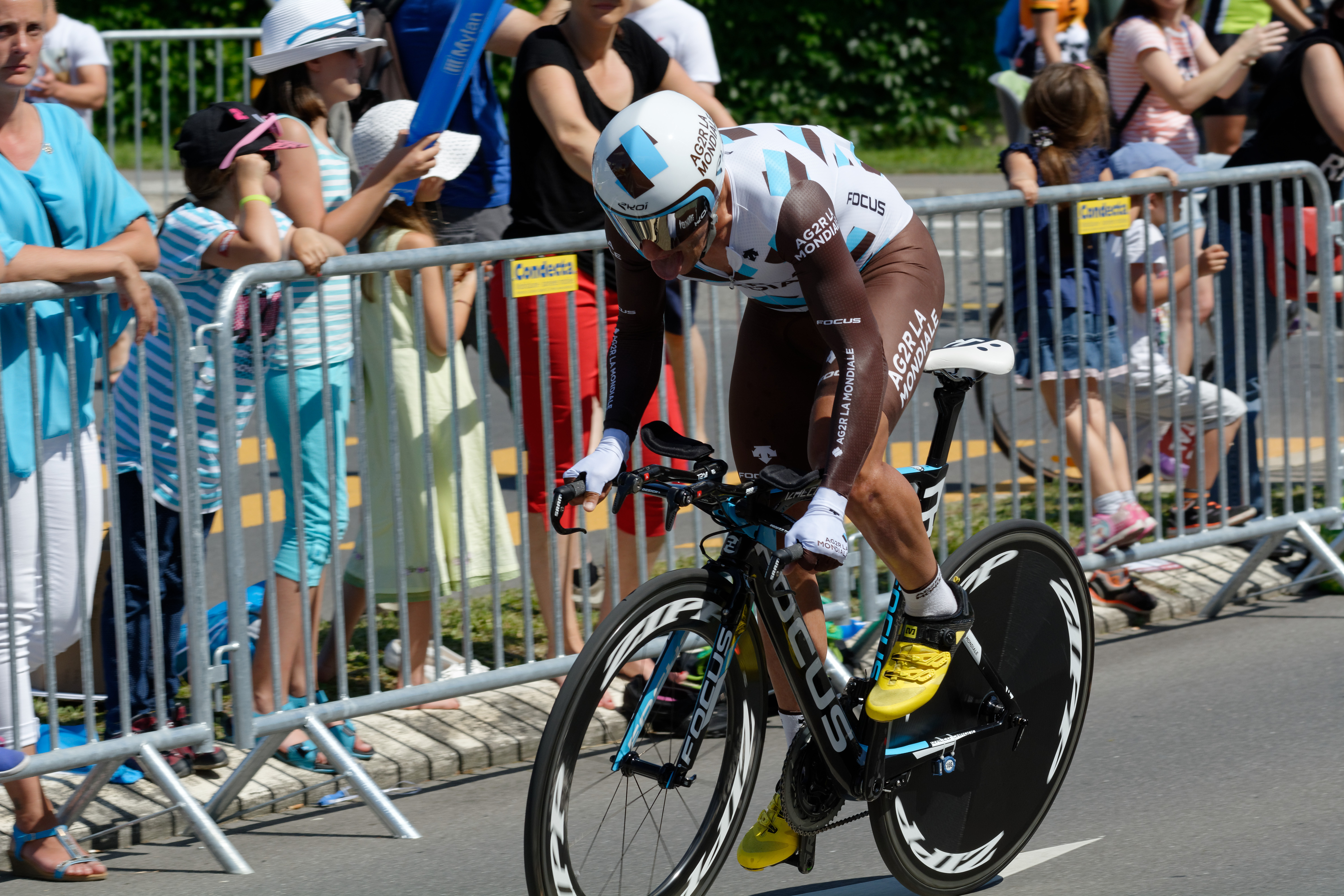
Vélo de contre-la-montre Focus Izalco Chrono Max utilisé lors du Tour de Suisse 2015.

### Arrivées et départs
| Arrivées          | Équipe 2014             |
| ----------------- | ----------------------- |
| Jan Bakelants     | Omega Pharma-Quick Step |
| Quentin Jauregui  | Roubaix Lille Métropole |
| Pierre Latour     | Chambéry CF             |
| Johan Vansummeren | Garmin-Sharp            |

| Départs            | Équipe 2015                  |
| ------------------ | ---------------------------- |
| Davide Appollonio  | Androni Giocattoli           |
| Maxime Bouet       | Etixx-Quick Step             |
| Steve Chainel      | Cofidis                      |
| Yauheni Hutarovich | Bretagne-Séché Environnement |
| Julian Kern        | Retraite                     |

## Déroulement de la saison

### Mai-juin
Domenico Pozzovivo est leader d'AG2R La Mondiale au Tour d'Italie. Il espère monter sur le podium de cette course. Le Colombien Carlos Betancur, cinquième du Giro en 2013, vise également une bonne place au classement général mais son état de forme après plus d'un an sans grand résultat est inconnu. Rinaldo Nocentini, Matteo Montaguti et Hubert Dupont sont sélectionnés pour aider Pozzovivo en montagne, et Patrick Gretsch, Hugo Houle, Axel Domont et Julien Bérard doivent l'épauler en plaine. AG2R La Mondiale se classe seizième du contre-la-montre par équipes par lequel débute ce Giro, à 48 secondes des vainqueurs, Orica-GreenEDGE. Le lendemain, Pozzovivo perd plus d'une minute à cause d'une chute. Il tombe à nouveau durant la troisième étape, ce qui le contraint à l'abandon. Après le départ de ce leader, Carlos Betancur s'immisce à plusieurs reprises dans des échappées. Il est notamment deuxième de la onzième étape à Imola. Il remonte alors au classement général et termine vingtième de ce Giro. Parmi les autres coureurs de l'équipe, Patrick Gretsch et Hubert Dupont se mettent en évidence, le premier en prenant la quatrième place du contre-la-montre à Valdobbiadene, le second en étant le dernier échappé rattrapé par les favoris dans l’ascension de Madonna di Campiglio,.

## Coureurs et encadrement technique

### Effectif
| Cycliste               | Date de naissance | Nationalité | Équipe 2014               |  |
| ---------------------- | ----------------- | ----------- | ------------------------- |  |
| Gediminas Bagdonas     | 26 décembre 1985  | Lituanie    | AG2R La Mondiale          |  |
| Jan Bakelants          | 14 février 1986   | Belgique    | Omega Pharma-Quick Step   |  |
| Romain Bardet          | 9 novembre 1990   | France      | AG2R La Mondiale          |  |
| Julien Bérard          | 27 juillet 1987   | France      | AG2R La Mondiale          |  |
| Carlos Betancur        | 13 octobre 1989   | Colombie    | AG2R La Mondiale          |  |
| Guillaume Bonnafond    | 23 juin 1987      | France      | AG2R La Mondiale          |  |
| Mikaël Cherel          | 17 mars 1986      | France      | AG2R La Mondiale          |  |
| Maxime Daniel          | 5 juin 1991       | France      | AG2R La Mondiale          |  |
| Nico Denz              | 15 février 1994   | Allemagne   | Chambéry CF               |  |
| Axel Domont            | 7 août 1990       | France      | AG2R La Mondiale          |  |
| Samuel Dumoulin        | 20 août 1980      | France      | AG2R La Mondiale          |  |
| Hubert Dupont          | 13 novembre 1980  | France      | AG2R La Mondiale          |  |
| Ben Gastauer           | 14 novembre 1987  | Luxembourg  | AG2R La Mondiale          |  |
| Damien Gaudin          | 20 août 1986      | France      | AG2R La Mondiale          |  |
| Alexis Gougeard        | 5 mars 1993       | France      | AG2R La Mondiale          |  |
| Patrick Gretsch        | 7 avril 1987      | Allemagne   | AG2R La Mondiale          |  |
| Hugo Houle             | 27 septembre 1990 | Canada      | AG2R La Mondiale          |  |
| Quentin Jauregui       | 22 avril 1994     | France      | Roubaix Lille Métropole   |  |
| Blel Kadri             | 3 septembre 1986  | France      | AG2R La Mondiale          |  |
| Pierre Latour          | 12 octobre 1993   | France      | Chambéry CF               |  |
| Sébastien Minard       | 12 juin 1982      | France      | AG2R La Mondiale          |  |
| Lloyd Mondory          | 26 avril 1982     | France      | AG2R La Mondiale          |  |
| Matteo Montaguti       | 6 janvier 1984    | Italie      | AG2R La Mondiale          |  |
| Rinaldo Nocentini      | 25 septembre 1977 | Italie      | AG2R La Mondiale          |  |
| Jean-Christophe Péraud | 22 mai 1977       | France      | AG2R La Mondiale          |  |
| Domenico Pozzovivo     | 30 novembre 1982  | Italie      | AG2R La Mondiale          |  |
| Christophe Riblon      | 17 janvier 1981   | France      | AG2R La Mondiale          |  |
| Sébastien Turgot       | 11 avril 1984     | France      | AG2R La Mondiale          |  |
| Johan Vansummeren      | 4 février 1981    | Belgique    | Garmin-Sharp              |  |
| Alexis Vuillermoz      | 1er juin 1988     | France      | AG2R La Mondiale          |  |
| Stagiaire              | Date de naissance | Nationalité | Équipe 2015               |  |
| François Bidard        | 19 mars 1992      | France      | Chambéry CF               |  |
| Romain Campistrous     | 16 juillet 1992   | France      | GSC Blagnac Vélo Sport 31 |  |
| Florent Pereira        | 19 octobre 1993   | France      | Pro Immo Nicolas Roux     |  |

### Encadrement
AG2R La Mondiale a pour manager général Vincent Lavenu. Celui-ci, coureur professionnel de 1983 à 1991, est à la tête de la formation française depuis 1992 et la création de l'équipe qui portait alors le nom du sponsor Chazal, devenue à partir de 1996 Casino avant l'arrivée d'AG2R Prévoyance comme sponsor secondaire en 1999 puis principal à partir de 2000,. Six directeurs sportifs mènent les coureurs : Laurent Biondi, Stéphane Goubert, Didier Jannel, Julien Jurdie, Artūras Kasputis et Gilles Mas. Laurent Biondi, après deux dernières années comme coureur professionnel dans l'équipe Chazal dirigée par Lavenu, devient directeur sportif dans cette même formation en 1994. Il est brièvement suspendu de son poste au milieu des années 2000 quand il est cité dans une affaire de trafic de produits à base d'amphétamines et condamné en première instance. Relaxé en appel en 2007, il reprend ses fonctions dans l'équipe. Gilles Mas intègre le poste de directeur sportif de Casino en 1997 après avoir exercé ce poste durant l'année d'existence de la formation Agrigel-La Creuse en 1996. Il est également président d'un club, l'EC Saint-Étienne Loire. Artūras Kasputis est professionnel dans l'équipe de 1993 à 2002 et se reconvertit en directeur sportif dans la formation savoyarde l'année suivante. Julien Jurdie, après une carrière amateur de coureur puis de directeur sportif au même niveau, est directeur sportif de la formation RAGT Semences en 2004 et 2005 avant de rejoindre l'équipe de Vincent Lavenu en 2006. Didier Jannel rejoint AG2R La Mondiale en 2010 après avoir été dix ans directeur sportif du club amateur d'Albi Vélo Sport,. Stéphane Goubert, coureur de l'équipe de 2004 à 2009, en intègre l'encadrement technique en 2012. Il cumule à partir de 2013 les postes de directeur sportif adjoint et d'entraîneur. Un entraîneur complète ce dispositif : Jean-Baptiste Quiclet, qui rejoint AG2R La Mondiale en provenance de la formation Sojasun qui a cessé son activité en 2013. Quatre médecins composent l'encadrement médical de l'équipe. Le responsable est Éric Bouvat. Bouvat a été plusieurs années médecin de l'équipe de France d'athlétisme. Il figure dans l'équipe en 1995-1996 et depuis 1999. Il est secondé par Jean-Pierre Lanquet, Jean-Jacques Menuet et Roberto Parravicini.
Philippe Chevallier rejoint l'encadrement technique de l'équipe AG2R La Mondiale à partir du 15 novembre 2015. Il est nommé manager général, Vincent Lavenu devenant de son côté directeur général,.

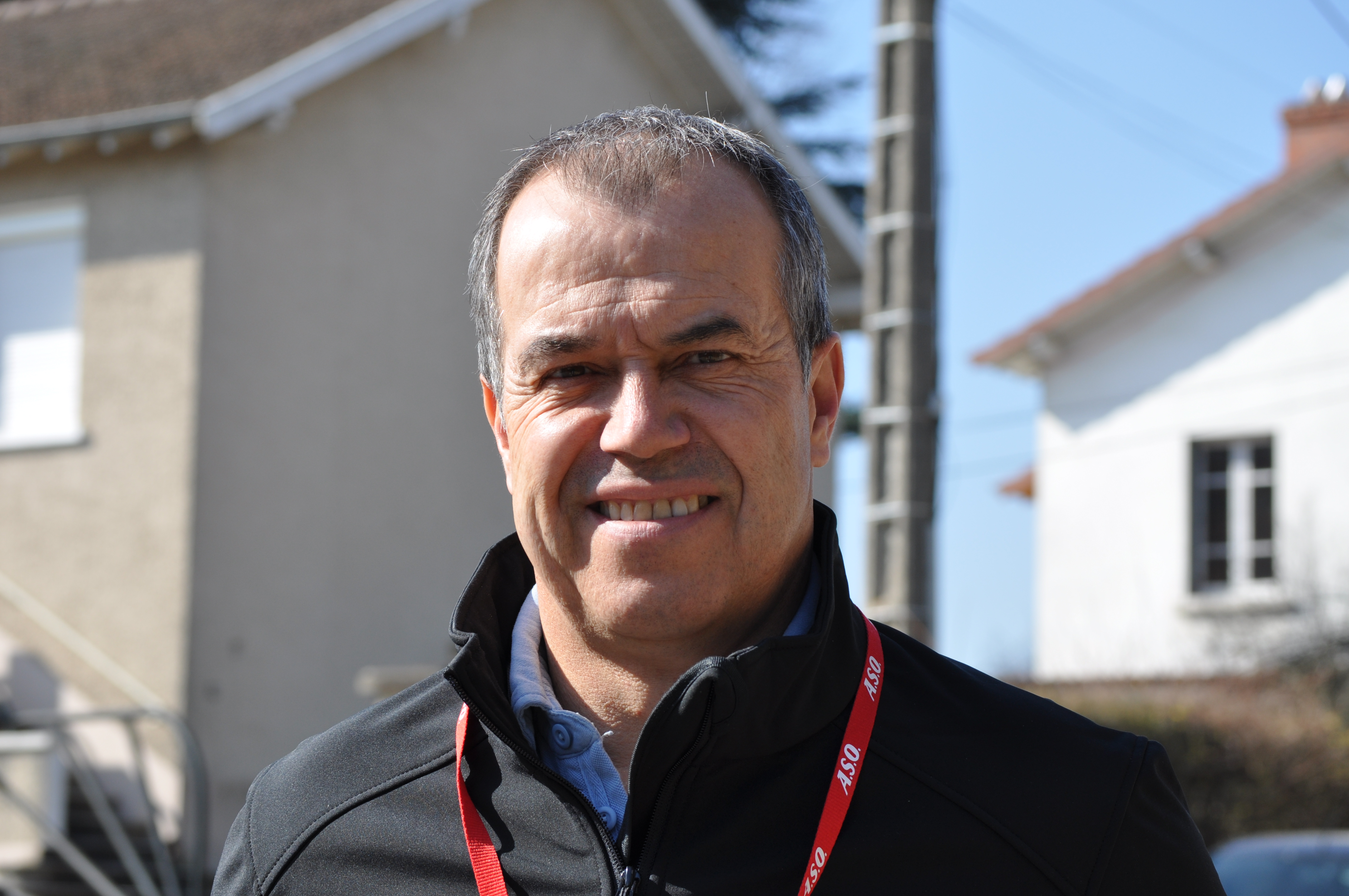
Vincent Lavenu.
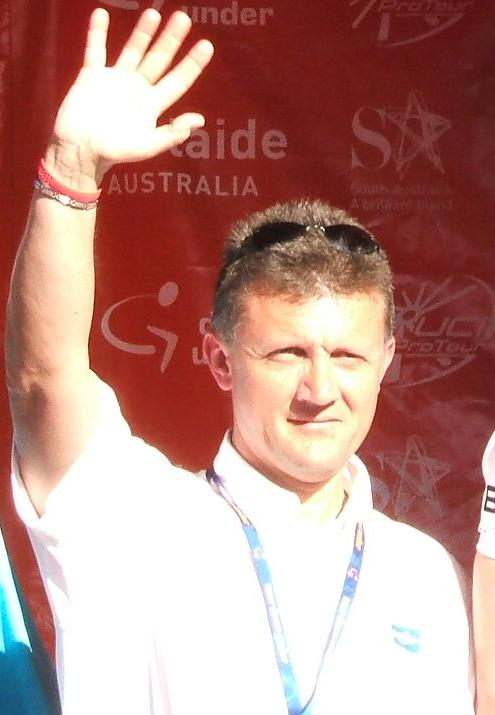
Laurent Biondi.
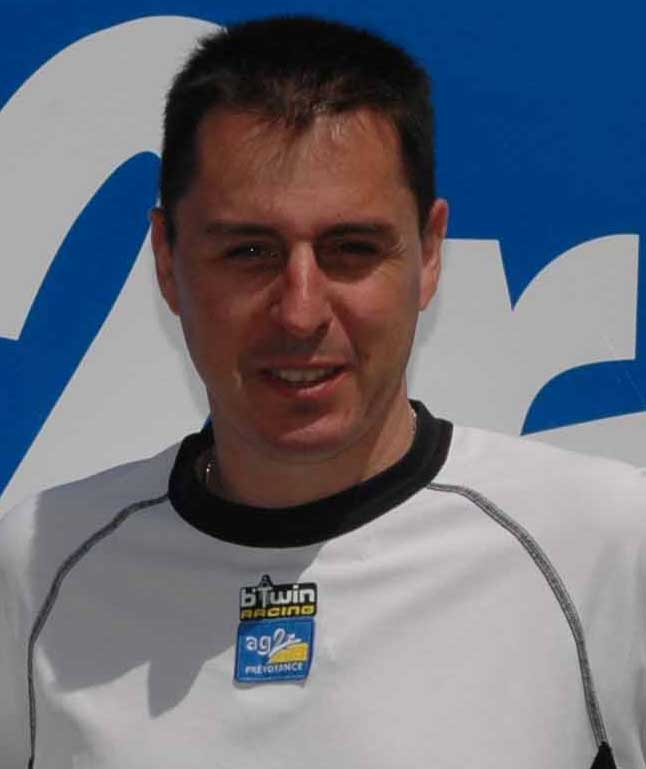
Gilles Mas.
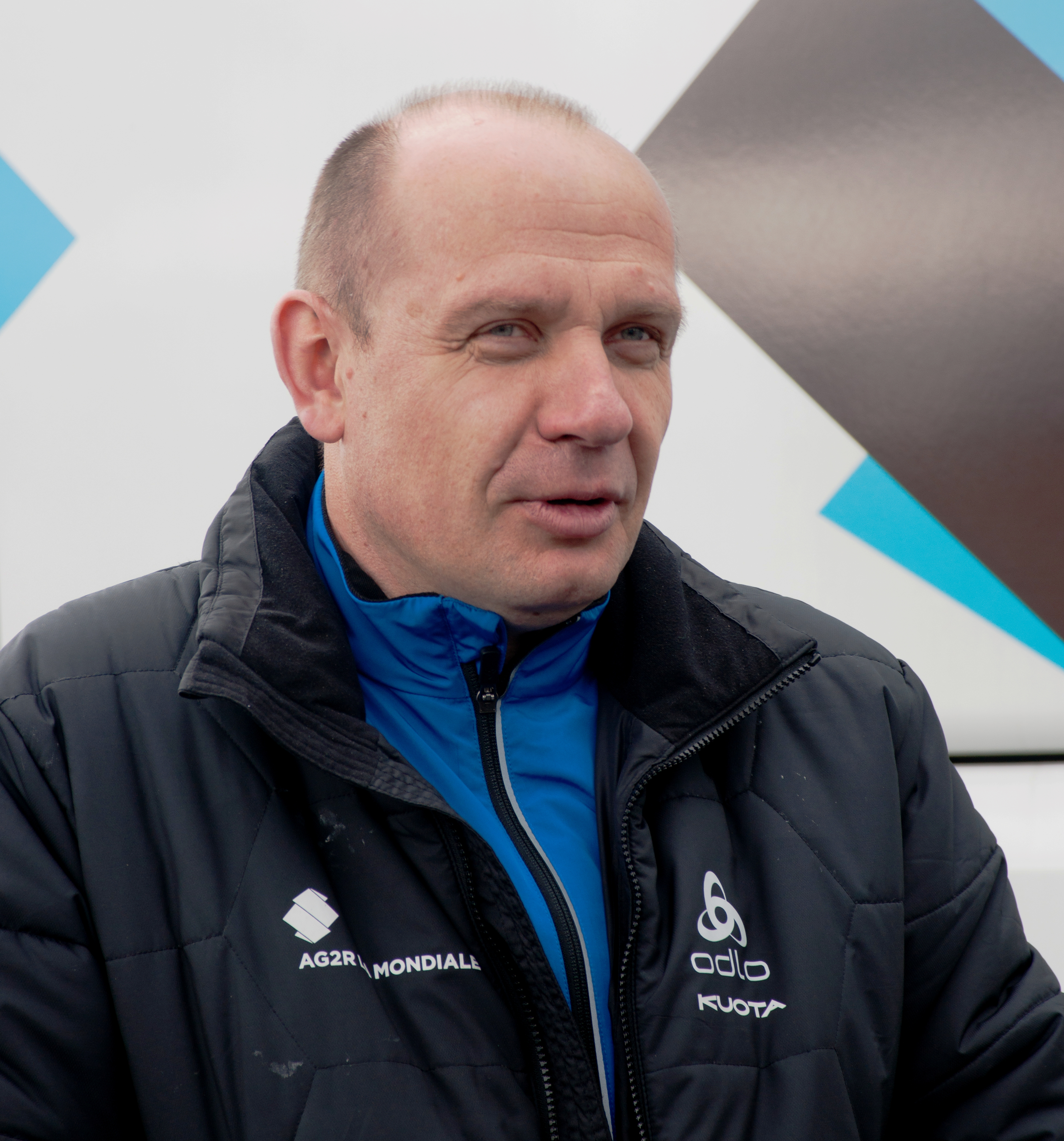
Artūras Kasputis.
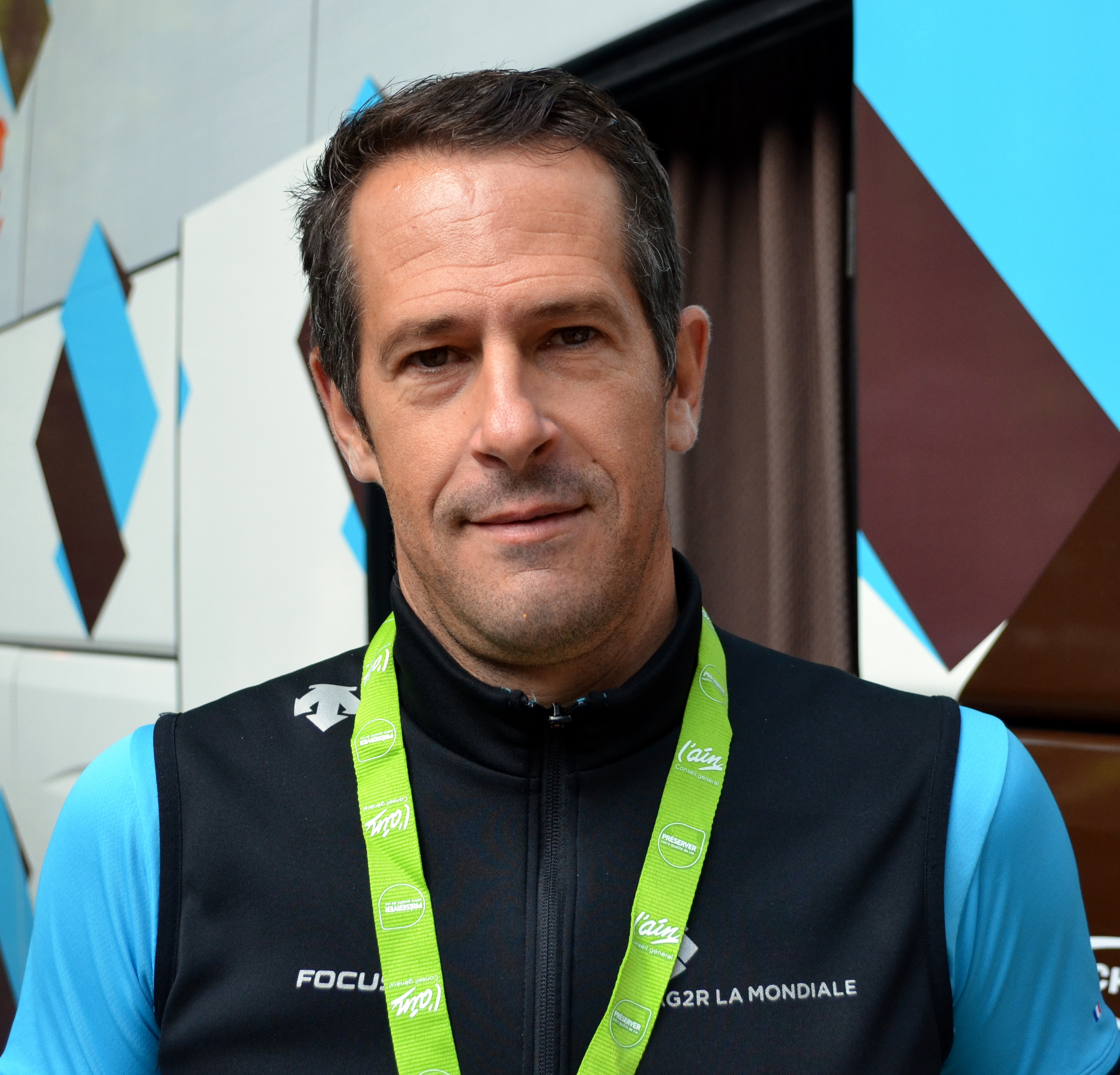
Julien Jurdie.
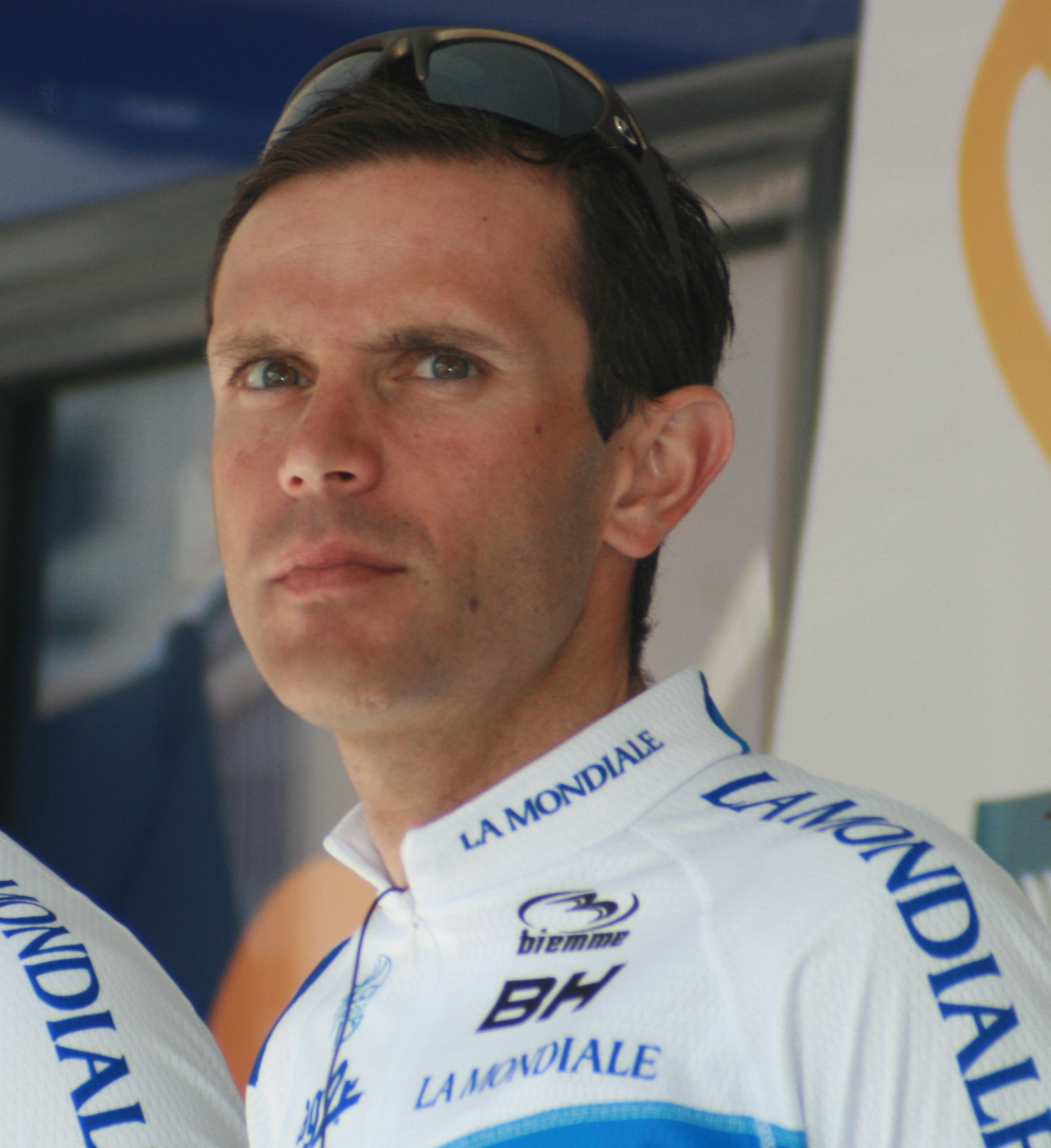
Stéphane Goubert.

## Bilan de la saison
Créditée de 23 victoires,,, la formation AG2R La Mondiale améliore ses 17 victoires de 2014 et se positionne comme étant la meilleure équipe française.
Les satisfactions de l'équipe concernent les victoires d'étapes sur le Tour de France d'Alexis Vuillermoz et de Romain Bardet, celle sur le Tour d'Espagne d'Alexis Gougeard, coureur de l'équipe ayant obtenu le plus de victoires dans la saison, ainsi que le comportement de Domenico Pozzovivo, notamment sur le Tour de Catalogne. En fin de saison, Jan Bakelants obtient également deux victoires en Italie,. Pierre Latour, néo-professionnel, remporte sa première victoire et obtient plusieurs places d'honneur sur des courses à étapes.
Sur le Tour de France, l'équipe ne peut réussir la même performance que 2014 et le podium de Jean-Christophe Péraud. Lui ainsi que Romain Bardet sont rapidement distancés au classement général, Bardet parvenant toutefois à terminer dans les dix premiers du classement général. La saison est également marquée par l'absence de résultats de Carlos Betancur, qui quitte en août l'équipe, et surtout par le contrôle antidopage positif révélé en mars de Lloyd Mondory qui est suspendu dans la foulée de toute compétition,.

### Victoires
| Date       | Course                                            | Pays     | Classe | Vainqueur              |
| ---------- | ------------------------------------------------- | -------- | ------ | ---------------------- |
| 21/02/2015 | 1re étape du Tour du Haut-Var                     | France   | 2.1    | Ben Gastauer           |
| 22/02/2015 | Classement général du Tour du Haut-Var            | France   | 2.1    | Ben Gastauer           |
| 01/03/2015 | Drôme Classic                                     | France   | 1.1    | Samuel Dumoulin        |
| 21/03/2015 | Classic Loire-Atlantique                          | France   | 1.1    | Alexis Gougeard        |
| 25/03/2015 | 3e étape du Tour de Catalogne                     | Espagne  | WT     | Domenico Pozzovivo     |
| 29/03/2015 | 3e étape du Critérium international               | France   | 2.HC   | Jean-Christophe Péraud |
| 29/03/2015 | Classement général du Critérium international     | France   | 2.HC   | Jean-Christophe Péraud |
| 23/04/2015 | 3e étape du Tour du Trentin                       | Italie   | 2.HC   | Domenico Pozzovivo     |
| 03/05/2015 | Grand Prix de la Somme                            | France   | 1.1    | Quentin Jauregui       |
| 08/05/2015 | 3e étape des Quatre Jours de Dunkerque            | France   | 2.HC   | Alexis Gougeard        |
| 30/05/2015 | Grand Prix de Plumelec-Morbihan                   | France   | 1.1    | Alexis Vuillermoz      |
| 11/06/2015 | 5e étape du Critérium du Dauphiné                 | France   | WT     | Romain Bardet          |
| 25/06/2015 | Championnat du Canada du contre-la-montre         | Canada   | CN     | Hugo Houle             |
| 11/07/2015 | 8e étape du Tour de France                        | France   | WT     | Alexis Vuillermoz      |
| 23/07/2015 | 18e étape du Tour de France                       | France   | WT     | Romain Bardet          |
| 15/08/2015 | 4e étape du Tour de l'Ain                         | France   | 2.1    | Pierre Latour          |
| 11/09/2015 | 19e étape du Tour d'Espagne                       | Espagne  | WT     | Alexis Gougeard        |
| 27/09/2015 | 2e étape du Tour du Gévaudan Languedoc-Roussillon | France   | 2.1    | Alexis Vuillermoz      |
| 30/09/2015 | Prologue de l'Eurométropole Tour                  | Belgique | 2.1    | Alexis Gougeard        |
| 02/10/2015 | Tour du Piémont                                   | Italie   | 1.HC   | Jan Bakelants          |
| 04/10/2015 | Classement général de l'Eurométropole Tour        | Belgique | 2.1    | Alexis Gougeard        |
| 10/10/2015 | Tour d'Émilie                                     | Italie   | 1.HC   | Jan Bakelants          |

### Résultats sur les courses majeures
Les tableaux suivants représentent les résultats de l'équipe dans les principales courses du calendrier international (les cinq classiques majeures et les trois grands tours). Pour chaque épreuve est indiqué le meilleur coureur de l'équipe, son classement ainsi que les accessits glanés par AG2R La Mondiale sur les courses de trois semaines.

#### Classiques
| Classique            | Milan-San Remo          | Tour des Flandres      | Paris-Roubaix         | Liège-Bastogne-Liège | Tour de Lombardie       |
| -------------------- | ----------------------- | ---------------------- | --------------------- | -------------------- | ----------------------- |
| Coureur (classement) | Rinaldo Nocentini (27e) | Sébastien Minard (89e) | Alexis Gougeard (26e) | Romain Bardet (6e)   | Alexis Vuillermoz (15e) |

#### Grands tours
| Grand tour           | Tour d'Italie         | Tour de France                                                                         | Tour d'Espagne                       |
| -------------------- | --------------------- | -------------------------------------------------------------------------------------- | ------------------------------------ |
| Coureur (classement) | Carlos Betancur (20e) | Romain Bardet (9e)                                                                     | Domenico Pozzovivo (11e)             |
| Accessits            |                       | Super-combatif (Romain Bardet) 2 victoires d'étapes (Alexis Vuillermoz, Romain Bardet) | 1 victoire d'étape (Alexis Gougeard) |

### Classement UCI
| Rang | Coureur            | Points |
| ---- | ------------------ | ------ |
| 18   | Domenico Pozzovivo | 242    |
| 23   | Romain Bardet      | 206    |
| 67   | Jan Bakelants      | 59     |
| 78   | Alexis Vuillermoz  | 49     |
| 103  | Christophe Riblon  | 31     |
| 131  | Alexis Gougeard    | 16     |
| 143  | Carlos Betancur    | 10     |
| 144  | Mickaël Chérel     | 10     |
| 171  | Samuel Dumoulin    | 5      |
| 190  | Patrick Gretsch    | 2      |
| 202  | Sébastien Turgot   | 1      |
| 206  | Rinaldo Nocentini  | 1      |